# El Paso (Sonora)
El Paso es una localidad rural perteneciente al municipio de Álamos ubicada en el sureste del estado mexicano de Sonora cercana a los límites divisorios con los estados de Chihuahua y Sinaloa. El pueblo es lugar de residencia de un importante número de gente indígena mayo. Según los datos del Censo Poblacional y de Vivienda realizado en 2020 por el Instituto Nacional de Estadística y Geografía (INEGI), El Paso tiene un total de 138 habitantes.